# Return of the Mack (singolo)
Return of the Mack è un singolo del cantante R&B britannico Mark Morrison, pubblicato il 1º marzo 1996 in tutta l'Europa dall'etichetta discografica WEA. È stato pubblicato anche negli Stati Uniti e in Canada dall'etichetta discografica Atlantic.
Il brano è stato scritto da Mark Morrison che ne ha curato anche la produzione insieme a Phill Chill. Per la sua composizione sono stati utilizzati diversi campionamenti: la sezione ritmica è stata presa dai brani Genius of Love dei Tom Tom Club e Rocket in the Pocket di Cerrone, mentre il principale giro musicale è stato campionato da Games di Chuckii Booker; gli effetti elettronici presenti nel ritornello provengono da UFO degli ESG e sono infine presenti dei sample vocali di Feel the Heartbeat dei The Treacherous Three, The Humpty Dance dei Digital Underground e Peter Piper dei Run-DMC.
Il singolo ha riscosso un notevole successo in tutti i paesi in cui è stato pubblicato, diventando la canzone di maggior successo di Morrison. È stata inserita nell'album di debutto del cantante, l'omonimo Return of the Mack, pubblicato anche questo nel 1996.

## Tracce
CD-Maxi (WEA 0630-14126-2 (Warner) / EAN 0706301412626)
1. Return of the Mack (C&J Radio Edit) - 3:32
2. Return of the Mack (Joe T. Vannelli Light Radio Edit) - 3:57
3. Return of the Mack (C&J Street Mix) - 4:34
4. Return of the Mack (Mind Tricks Mix) - 3:46
5. Return of the Mack (D-Influence Vibe Mix) - 4:29
6. Return of the Mack (Full Crew Mix) - 3:56
7. Return of the Mack (Sir Gant Mix) - 4:58

## Classifiche
| Classifica (1996) | Posizione massima raggiunta |
| ----------------- | --------------------------- |
| Regno Unito       | 1                           |
| Stati Uniti       | 2                           |
| Svezia            | 2                           |
| Australia         | 2                           |
| Nuova Zelanda     | 3                           |
| Norvegia          | 4                           |
| Paesi Bassi       | 6                           |
| Canada            | 6                           |
| Svizzera          | 7                           |
| Austria           | 7                           |
| Belgio (Vallonia) | 7                           |
| Francia           | 12                          |
| Belgio (Fiandre)  | 12                          |
| Italia            | 25                          |